# Серебрянка-VOLAT
«Серебрянка-VOLAT» (бел. «Серабранка-VOLAT») — белорусский футбольный клуб из Минска.

## Названия
- «Серебрянка» (2016—2022)
- «Серебрянка-VOLAT» (2023—н. в.)

## История
Клуб был создан в 2016 году и выступал на любительском уровне. В сезоне 2022 года футбольный клуб отправился выступать во Вторую лигу. В начале 2023 года объединился с любительским клубом «Волат-МЗКТ» и сменил название на «Серебрянка-VOLAT».

## Главные тренеры
| Главный тренер      | Период работы |
| ------------------- | ------------- |
| Ренат Ильич Шулунов | 2023—н. в.    |